# Beautiful Electro:Greatest Hits
Beautiful Electro: Greatest Hits abbreviato come "Beautiful Electro" è una raccolta non ufficiale di Holly Valance uscito nel corso del 2009 per celebrare il successo del film DOA: Dead or Alive di cui la Valance era protagonista, incisa come colonna sonora.
L'album include i quattro singoli usciti dai precedenti album, cioè Kiss Kiss, Down Boy, Naughty Girl e State of Mind più altri singoli di cui era prevista l'uscita che poi fu cancellata, come "Desire" e "Tuck Your Shirt In.
L'album non è ufficiale, ma realizzato dai fan Australiani e Italiani e nonostante tutto ottenne un disco d platino in Australia.
L'album è in edizione limitata e quindi di difficile reperibilità. Attualmente ha venduto 20 000 copie in Australia a inizio luglio 2009.
L'album include anche i pezzi live di Naughty Girl e Down Boy più Kiss Kiss mixato con Tarkan. Dall'album è stato estratto solo un singolo promozionale in edizione Digitale: Tuck Your Shirt In, reperibile solo sul sito ufficiale della Valance e dei fan. Come video viene utilizzata una performance live dove si vede un pezzo iniziale di backstage e dopo la Valance si esibisce cantando e togliedonsi la camicetta e il cappello.

## Tracce
1. Naughty Girl
2. Kiss Kiss
3. Down Boy
4. Desire
5. State of Mind
6. Hush Now
7. Action
8. Double Take
9. Send My Best
10. Kiss Kiss featuring Tarkan
11. Tuck Your Shirt In (Bonus Track)
12. Down Boy (Live)
13. Naughty Girl (Live)